# Kathleen Clarke
Kathleen Clarke (11 de abril de 1878 - 29 de setembro de 1972) foi membro fundador da Cumann na mBan, uma organização paramilitar de mulheres formada na Irlanda em 1914, e uma das poucas a par dos planos do Levante da Páscoa, em 1916. Ela era a mulher de Tom Clarke e irmã de Ned Daly, os quais foram executados por sua participação no Levante. Posteriormente, ela foi Teachta Dála (membro do parlamento) e senadora tanto pelo Sinn Féin quanto pelo Fianna Fáil, e a primeira lorde prefeita de Dublin (1939–41).